# 부드러운 살결
《부드러운 살결》(La Peau douce)은 프랑수아 트뤼포가 1964년 4월 20일에 감독한 영화이다.

## 줄거리
피에르 라쇠내는 유명한 작가로 문학잡지의 편집장이자 발자크 전문가이다. 프랑카의 남편이며, 사빈느의 아버지이다. 리스본의 강연에 가는 길에 승무원 니콜을 만난다.

## 스탭
- 조감독 - 장피에르 레오, 장앙드레 피시
- 시나리오 - 프랑수아 트뤼포, 장루이 리샤르, 장프랑수아 아당
- 제작 - 프랑수아 트뤼포, 안토니오 다 쿠냐 텔레쉬
- 음악 - 조르쥬 들르뤼
- 사진 - 라울 쿠타르

## 출연

### 주연
- 장 드사이
- 프랑소와 돌리악

### 조연
- 넬리 베네뎃
- 다니엘 세칼디
- 로렌스 배디
- 사빈느 호데핑
- 모리스 가렐

## 비평
칸느 영화제에서 악평을 받는 등 프랑스에서는 인정받지 못했으나 스칸디나비아에서는 호응을 얻었다.